# Lista de cinesseriados produzidos na década de 1950
| Produtora                                                  | Título                                     | Capítulos | Gênero                     | Diretor                                      | Elenco                                                | Observações |
| ---------------------------------------------------------- | ------------------------------------------ | --------- | -------------------------- | -------------------------------------------- | ----------------------------------------------------- | --- |
| 1950                                                       |                                            |           |                            |                                              |                                                       | |
| Columbia Pictures                                          | Cody of the Pony Express                   | 15        | Western                    | Spencer Gordon Bennet                        | Jock Mahoney Dickie Moore Peggy Stewart               | No Brasil, "O Correio das Planícies"]. |
| Columbia Pictures                                          | Atom Man vs Superman                       | 15        | Aventura                   | Spencer Gordon Bennet                        | Kirk Alyn Noel Neill                                  | No Brasil e em Portugal, "O Homem Atômico contra o Super-Homem". |
| Columbia Pictures                                          | Pirates of the High Seas                   | 15        | Aventura                   | Spencer Gordon Bennet                        | Buster Crabbe Lois Hall                               | No Brasil, "Piratas do Alto-Mar", ou "Piratas dos Altos Mares". |
| Great Britain Instructional/ Gaumont-British Instructional | The Mystery of the Snakeskin Belt          | 8         | Aventura                   | Frank Cadman                                 | Colin Barlow Ursula Strachey Cyril Wentzel            | Último seriado independente, |
| Republic Pictures                                          | The Invisible Monster                      | 12        | Ficção científica          | Fred C. Brannon                              | Richard Webb Aline Towne                              | No Brasil, “O Monstro Invisível”, em Portugal, "O Monstro Invisível". |
| Republic Pictures                                          | Desperadoes of the West                    | 12        | Western                    | Fred C. Brannon                              | Richard Powers (Tom Keene) Judy Clark                 | No Brasil, "Quadrilha do Diabo" |
| Republic Pictures                                          | Flying Disc Man from Mars                  | 12        | Ficção científica          | Fred C. Brannon                              | Walter Reed Lois Collier                              | No Brasil, "O Mistério do Disco Voador". Em Portugal, "O Enigma dos Discos Voadores". |
| 1951                                                       |                                            |           |                            |                                              |                                                       | |
| Columbia Pictures                                          | Roar of the Iron Horse                     | 15        | Western                    | Spencer Gordon Bennet                        | Jock Mahoney Virginia Herrick                         | No Brasil, "Trilhos da Morte" |
| Columbia Pictures                                          | Mysterious Island                          | 15        | Aventura Ficção científica | Spencer Gordon Bennet                        | Richard Crane Marshall Reed Karen Randle Ralph Hodges | No Brasil e em Portugal, "A Ilha Misteriosa" |
| Columbia Pictures                                          | Captain Video: Master of the Stratosphere  | 15        | Ficção científica          | Spencer Gordon Bennet                        | Judd Holdren Larry Stewart                            | No Brasil, "Capitão Vídeo". Em Portugal, "Capitão Vídeo". |
| Republic Pictures                                          | Don Daredevil Rides Again                  | 12        | Western                    | Fred C. Brannon                              | Ken Curtis Aline Towne                                | No Brasil, "O Rastro do Terror". Incluía cenas de Zorro's Black Whip, de 1944. |
| Republic Pictures                                          | Government Agents vs Phantom Legion        | 12        | Espionagem                 | Fred C. Brannon                              | Walter Reed Mary Ellen Kay                            | No Brasil, "A Legião Fantasma". |
| 1952                                                       |                                            |           |                            |                                              |                                                       | |
| Columbia Pictures                                          | King of the Congo                          | 15        | Aventura                   | Spencer Gordon Bennet                        | Buster Crabbe Gloria Dea                              | No Brasil, "Os Mistérios da África", ou "Tambores da África". |
| Columbia Pictures                                          | Blackhawk                                  | 15        | Aventura                   | Spencer Gordon Bennet                        | Kirk Alyn Joan Crawford                               | No Brasil: "O Falcão Negro". |
| Columbia Pictures                                          | Son of Geronimo                            | 15        | Western                    | Spencer Gordon Bennet                        | Clayton Moore Rodd Redwing                            | No Brasil, "Cavaleiro Relâmpago". |
| Republic Pictures                                          | Radar Men from the Moon                    | 12        | Ficção científica          | Fred C. Brannon                              | George D. Wallace Aline Towne Roy Barcroft            | |
| Republic Pictures                                          | Zombies of the Stratosphere                | 12        | Ficção científica          | Fred C. Brannon                              | Judd Holdren Leonard Nimoy                            | No Brasil, "Zumbis da Estratosfera". |
| 1953                                                       |                                            |           |                            |                                              |                                                       | |
| Columbia Pictures                                          | The Lost Planet                            | 15        | Ficção científica          | Spencer Gordon Bennet                        | Judd Holdren Vivian Mason                             | No Brasil, "O Homem Planetário". |
| Columbia Pictures                                          | The Great Adventures of Captain Kidd       | 15        | Aventura                   | Derwin Abrahams Charles S. Gould             | Richard Crane David Bruce                             | No Brasil, "As Aventuras do Capitão Kidd". |
| Republic Pictures                                          | Jungle Drums of Africa                     | 12        | Aventura                   | Fred C. Brannon                              | Phyllis Coates Clayton Moore                          | No Brasil, "Tambores Feiticeiros". |
| Republic Pictures                                          | Commando Cody: Sky Marshal of the Universe | 12        | Ficção científica          | Franklin Adreon Fred C. Brannon Harry Keller | Judd Holdren Richard Crane                            | Não é tecnicamente um seriado. Foi produzido como uma série de TV, mas inicialmente lançado como seriado. No Brasil, "Comando Cody" ou "Cody, o Marechal do Universo".                             |
| Republic Pictures                                          | Canadian Mounties vs. Atomic Invaders      | 12        | Espionagem                 | Franklin Adreon                              | Bill Henry Susan Morrow                               | No Brasil, "Invasores Diabólicos". |
| 1954                                                       |                                            |           |                            |                                              |                                                       | |
| Columbia Pictures                                          | Gunfighters of the Northwest               | 15        | Aventura Western           | Spencer Gordon Bennet Charles S. Gould       | Clayton Moore Jock Mahoney Phyllis Coates             | No Brasil, "O Sinal do Cavalo Branco" |
| Columbia Pictures                                          | Riding with Buffalo Bill                   | 15        | Western                    | Spencer Gordon Bennet                        | Marshall Reed Rick Vallin Joanne Rio                  | Incluindo cenas de Deadwood Dick. No Brasil, "Buffalo Bill, o Invencível". |
| Republic Pictures                                          | Trader Tom of the China Seas               | 12        | Aventura                   | Franklin Adreon                              | Harry Lauter Aline Towne                              | No Brasil, "Contrabando da Morte" |
| Republic Pictures                                          | Man with the Steel Whip                    | 12        | Western                    | Franklin Andreon                             | Richard Simmons Barbara Bestar                        | Incluindo cenas de Zorro's Black Whip, de 1944. No Brasil: "A Vingança de El Látego". |
| 1955                                                       |                                            |           |                            |                                              |                                                       | |
| Columbia Pictures                                          | The Adventures of Captain Africa           | 15        | Aventura                   | Spencer Gordon Bennet                        | John Hart Rick Vallin                                 | Planejado como sequência para The Phantom; incluindo cenas de The Phantom, Jungle Menace, e The Desert Hawk. No Brasil denominou-se "Capitão África, o Aventureiro". Em Portugal, "Capitão África" |
| Republic Pictures                                          | Panther Girl of the Kongo                  | 12        | Aventura                   | Franklin Adreon                              | Phyllis Coates Myron Healey                           | Incluindo cenas de Jungle Girl. No Brasil, "A Mulher-Pantera". |
| Republic Pictures                                          | King of the Carnival                       | 12        | Policial                   | Franklin Adreon                              | Harry Lauter Fran Bennett                             | Último seriado da Republic Pictures. Incluindo cenas de Daredevils of the Red Circle. No Brasil, "A Marca da Vingança", ou "O Rei do Circo".                                                       |
| 1956                                                       |                                            |           |                            |                                              |                                                       | |
| Columbia Pictures                                          | Perils of the Wilderness                   | 15        | Western                    | Spencer Gordon Bennet                        | Dennis Moore Richard Emory Eve Anderson               | Incluindo cenas de Perils of the Royal Mounted. No Brasil, "Prisioneiros das Selvas". |
| Columbia Pictures                                          | Blazing the Overland Trail                 | 15        | Western                    | Spencer Gordon Bennet                        | Dennis Moore Lee Roberts                              | Último seriado da Columbia Pictures; último seriado produzido pelos grandes estúdios. Incluía cenas de White Eagle. No Brasil, "Pioneiros do Oeste".                                               |